# 연애사진
연애사진(일본어: 恋愛寫眞 렌아이샤신[*])은 2003년 6월 14일에 개봉한 일본의 로맨스 영화이다.

## SBS 성우진 (2005년 8월 28일)
- 정미숙 - 시즈루(히로스에 료코)
- 김일 - 마코토(마츠다 류헤이)
- 이용순 - 아야(코이케 에이코)
- 조동희
- 한수경
- 이종혁
- 순동운
- 김혜경
- 조예신
- 조영호
- 원호섭
- 표영재
- 이자옥
- 임채헌